# Rhythm of Love (пісня Scorpions)
«Rhythm of Love» — пісня хардрок гурту Scorpions. Вона вийшла на студії Harvest/EMI.

## Історія
Трек з'явився в альбомі Savage Amusement 1988 року. Автором музики є гітарист Рудольф Шенкер, автором слів — вокаліст Клаус Майне.
У відео на цю пісню знялась модель Джоан Северанс.

## Сприйняття
Сингл досяг шостого місця в чарті Hot Mainstream Rock Tracks. Він також зайняв 75 позицію в американському чарті Billboard Hot 100, і 59 в британському UK Singles Chart.